# 神はいにしえよりわが王なり
『神はいにしえよりわが王なり』（かみはいにしえよりわがおうなり、Gott ist mein König）BWV71は、ヨハン・ゼバスティアン・バッハが1708年2月4日のミュールハウゼン市参事会員交代式のために作曲した教会カンタータ。全7曲からなり、バッハの生前に印刷譜が発売された唯一のカンタータとして知名度が高い。

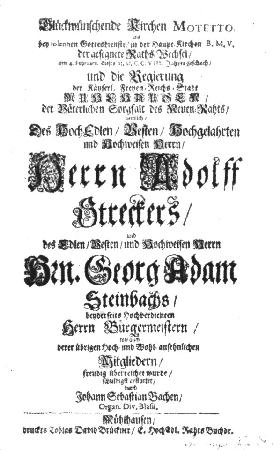
初版のタイトルページ

## 概要
市参事会員の交代式のために、バッハはミュールハウゼンでこの71番を、ライプツィヒで119・193・120・29・69番の計5曲を残している。両市は領主が直接支配するヴァイマルやケーテンと違い、市の有力者で構成する参事会で市政を担当していた。そのメンバーが神の御前での交代式を執り行う際に、バッハのカンタータが演奏された。
前述のように、初演直後にミュールハウゼン市が印刷出版している。バッハの自筆総譜やオリジナルのパート譜も伝承されており、保存状態はきわめて良好である。ミュールハウゼン時代の代表曲とされる106番と同様に、聖句やコラールを寄せ集めて一連のストーリーを組み立てている。骨子となるのは、神を王として崇め、慈しみを求める詩篇第74篇で、12節から19節にかけてを抜粋したうえで、若干の聖句や自由詩を付加したものである。
素朴なミュールハウゼン時代の作品でありながら、やはり市の行事に提供した曲だけあって群を抜く規模の大きさを誇る。オーケストラ編成は、トランペット3とティンパニからなるファンファーレ群、リコーダー2・オーボエ2・ファゴットからなる木管楽器群、弦楽器群の3群にオルガンと通奏低音が交代で伴奏を重ねていく。ヴァイマル時代以後の整然としたコンチェルト様式には達していないが、器楽による歌詞のないモテットとも言える華やかな演奏である。

## 構成

### 第1曲 合唱『神はいにしえよりわが王なり』(Gott ist mein König)
合唱・トランペット3・ティンパニ・リコーダー2・オーボエ2・ファゴット・オルガン・弦楽器・通奏低音、ハ長調、4/4拍子
「神はいにしへよりわが王なり すくひを世の中におこなひたまへり」（詩篇74:12）の大合唱。前奏なしで合唱が詩篇第74篇12節の前半をホモフォニックに歌いだす。これが第1曲の中盤と末尾に置かれ、詩篇の後半はソリストによって隙間に挿入される。合唱が「神」(Gott)と叫ぶたびに、楽器群が交代で短い間奏をはさむ。対するソリストは、前半部ではソプラノ、後半部ではテノールを軸にしてポリフォニックに神の権能の永遠を讃える。ここでは木管楽器群がオーボエとリコーダーに分かれ、ファンファーレ→オーボエ→リコーダーの順に間奏をリレーし、全体の伴奏は弦楽器群が担っている。

### 第2曲 アリアとコラール『われ齢すでに八十』(Ich bin nun achtzig Jahr)
テノール・ソプラノ・オルガン・通奏低音、ホ短調、4/4拍子
「サムエル記下」第19章35-37節を引用し、退職者の労をねぎらう。件の聖句は、ダビデへの随伴を断念し、故郷で余生を過ごす決意を述べた老臣バルジライの別離の言葉。オルガンのパートはテノールの歌をエコーするオブリガートと、演奏者の自由裁量に任されるリアライゼーションを行き来する。「何ゆえに」(Warum)のリフレインが頻繁に聞かれるが、これは慰留するダビデを振り切るバルジライの言葉を模したもの。そこにソプラノがヨハン・ヘールマンのコラール「おお神よ、汝義なる神よ」第6節を絡める。このコラールは24番の最後も飾っている。苦悩の生涯を誇らしく耐え、従容と死を待つ老後を勧める第6節を引用する。慰めと悲しみに満ちた旋律だが、通奏低音は誇らしく去る者達の足取りのように、確固たるオスティナートを続ける。

### 第3曲 四重唱『汝の老いは若かりし時の如くあれ』(Dein Alter sei wie deine Jugend)
ソプラノ・アルト・テノール・バス・通奏低音、イ短調、4/4拍子
参事会に残留する長老たちへの励ましと戒め。前半の激励は申命記第33章25節。老人も若者と変わりないことを宣告する。テノールを先頭に半音階交じりのフーガ主題を引き継いでいく。一方、主題を走句や停止で飾る戒めは創世記第21章22節から。いかなる時も神は共にあることを明言し、激励と同時に自律を促している。この曲は厳格な順列フーガで構成されており、正確な作曲年代が判明していないミュールハウゼン時代のカンタータ4曲の作曲順を判断する一つの指標となっている。順列フーガの精度から、131番→106番→71番→196番の順に作曲されたとする説が定着している。

### 第4曲 アリオーソ『昼と夜は汝のもの』(Tag und Nacht ist dein)
バス・オーボエ2・リコーダー2・ファゴット・チェロ・通奏低音
第1曲に続き、詩篇第74篇16-17節を引用する。宇宙にいたる自然の摂理を創造した神の権能を引用し、摂理に沿う統治を参事会に訴える。バッハが初めて作曲した明確なダ・カーポ形式の曲である。両端部の伴奏は、ファゴットに乗せて前半をオーボエ、後半がリコーダーがリレーするパッセージの反復。バスは緩やかな下降音で宇宙創造から大地創造までの業を語る。大地の創造を語る中間部では、木管楽器が沈黙してチェロの早いパッセージと通奏低音の歩行モティーフに支配される。バスの歌も走句や長大なメリスマ、三連符など華やかな技巧を駆使する。

### 第5曲 アリア『大いなる力もて』(Durch mächtige Kraft)
アルト・トランペット・ティンパニ・通奏低音、ハ長調、3/8→4/4→3/8拍子
終曲合唱とともに、数少ない出典不明の自由詩曲。戦乱の時にも町を守護する神の権能を表す。冒頭の「大いなる力もて」(Durch mächtige Kraft)の句はヴィヴァーチェで歌われ、末尾でも2度反復される。通奏低音の2音符を受けてアルトがこの句を宣言すると、ファンファーレが咆哮して神の力を顕現する。このファンファーレは、現世の苦悩を語るためにアンダンテに転じた中間部でも同じメロディパターンで反復される。「新バッハ全集」以前には、アンダンテに落とさずにヴィヴァーチェのまま突っ切る演奏や録音が一部見られた。

### 第6曲 合唱『汝の鳩の心を獣に引き渡すなかれ』(Du wollst des Feinde nicht)
合唱・オーボエ2・リコーダー2・ファゴット・チェロ・通奏低音、ハ短調、4/4拍子
みたび詩篇第74篇からの引用。慈しみの永遠を求める19節で、歌詞にある鳩の声をリコーダーが模している。オーボエとリコーダーのリレーによる伴奏の下で、足を止めるファゴットとせわしなくオスティナートを続けるチェロが対比される。合唱はおおむねホモフォニックな進行で、真摯な祈りを続ける。合唱は不意に終わり、アルトのパートソロがアリオーソ風に詩を朗誦して後奏へ移り、曲を閉じる。

### 第6曲 合唱『新政権よ』(Das neue Regiment)
合唱・トランペット3・ティンパニ・リコーダー2・オーボエ2・ファゴット・オルガン・弦楽器・通奏低音、ハ長調、4/4,3/2拍子
めまぐるしく曲が変化する自由詩のフィナーレ。短い弦楽器の前奏に続き、ソリストが新政権を呼ぶ。すると3拍子のアレグロに変わり、木管群の伴奏をともなって新政権への期待を切々と述べてゆく。4拍子アンダンテに戻ると、引き続きソリストは新政権に神の加護を祈願する。このパートでは弦楽器とオルガンも伴奏に割り込んでくる。再び新政権に呼びかけると、ようやくファンファーレをともなった合唱がヴィヴァーチェで政権の至福・救い・勝利をホモフォニーで祈願する。伴奏はいったんエコーで消えかかるが、3拍子のアレグロで曲は続く。通奏低音がオスティナートで間奏をなし、ソリストを先頭にヨーゼフ1世の理念にかなう執政を祈願した順列フーガに入っていく。ソリストからパートソロへと主題が引き継がれ、ゴールはファンファーレ群が担当してフーガが完結する。またもヴィヴァーチェに転じ、テノールを中心とするソリストたちのアリオーソに入る。ここでも伴奏3群が割り込んで主張する。2度目の大合唱によって曲はクライマックスを迎え、弦楽器→オーボエ→リコーダーの2音符弱音エコーのリレーであっさりと幕を引く。